# Dagenham & Redbridge F.C.
Dagenham & Redbridge F.C. (pseudonim The Daggers) – angielski klub piłkarski z Dagenham w dzielnicy Barking and Dagenham w Londynie, założony w 1992 roku. W sezonie 2006/2007 klub ten zwyciężył w Conference National i awansował do wyższej klasy rozgrywkowej - Football League Two. W sezonie 2015/2016 spadli jednak z tej ligi i wrócili do Conference National. Stadion tego klubu to Victoria Road, który może pomieścić 6000 kibiców. Prezydentem klubu z Dagenham jest Dave Andrews, a trenerem od początku 2020 roku Daryl McMahon.